# Phyllodonta druciata
Phyllodonta druciata är en fjärilsart som beskrevs av William Schaus 1901. Phyllodonta druciata ingår i släktet Phyllodonta och familjen mätare. Inga underarter finns listade i Catalogue of Life.